# 高崎 (廈門市)
高崎是中国福建省厦门市湖里区殿前街道高殿社区下辖的一个自然村落。
以此命名的設施有廈門高崎站、厦门地铁高崎站、厦门高崎国际机场等。

## 名稱來歷
村南有一高地，登顶需上二十四级台阶，故名:98。

据村内《万寿宫碑记》所载，元代地名高岐，清代为竹坑保一部分。